# Селдебаджу-де-Мунте
Селдебаджу-де-Мунте (рум. Săldăbagiu de Munte) — село у повіті Біхор в Румунії. Входить до складу комуни Палеу.
Село розташоване на відстані 434 км на північний захід від Бухареста, 4 км на північний схід від Ораді, 128 км на захід від Клуж-Напоки.

## Населення
За даними перепису населення 2002 року у селі проживали 602 особи.
Національний склад населення села:
| Національність | Кількість осіб | Відсоток |
| -------------- | -------------- | -------- |
| угорці         | 570            | 94,7%    |
| румуни         | 31             | 5,1%     |

Рідною мовою назвали:
| Мова      | Кількість осіб | Відсоток |
| --------- | -------------- | -------- |
| угорська  | 570            | 94,7%    |
| румунська | 31             | 5,1%     |